# Viechereien
Viechereien ist eine Komödie, die 1976 im DEFA-Studio für Spielfilme im Auftrag des DDR-Fernsehens entstand. Sie wurde am 30. Mai 1977 erstmals ausgestrahlt. Der Film war so erfolgreich, dass 1978 und 1980 die Fortsetzungen Oh, diese Tante und Alma schafft alle gesendet wurden.

## Handlung
Als Besitzerin einer reinrassigen französischen Bulldogge pflegt Alma Krause ihren kleinen vierbeinigen Liebling, der ihr besonders ans Herz gewachsen ist. Als Tierarztwitwe nimmt sie sich auch den Problemen anderer Tiere und deren Herrchen an. In ihren Neffen Heinz setzt Alma große Hoffnungen. Als zukünftiger Tierarzt hat er auch eine ausgeprägte Liebe zu den Tieren, doch fühlt er sich nicht zu den Kleintieren der Praxis seines verstorbenen Onkels hingezogen, nein, er will Tierarzt in einer großen Rinderstallanlage werden. Seine Tante versucht nun mit List und Schläue seine Vorliebe für die Kleintiere zu wecken, was ihr letztendlich gelingt.

## Kritiken
„Komödie um eine schrullige, resolute Frau und ihre nicht alltäglichen Sorgen. Ganz auf die Schauspielkunst von Agnes Kraus mit ihrer grotesk langsamen Denkungsart und dem einprägsamen Berliner Tonfall zugeschnitten.“